# Phyllodoce caerulea

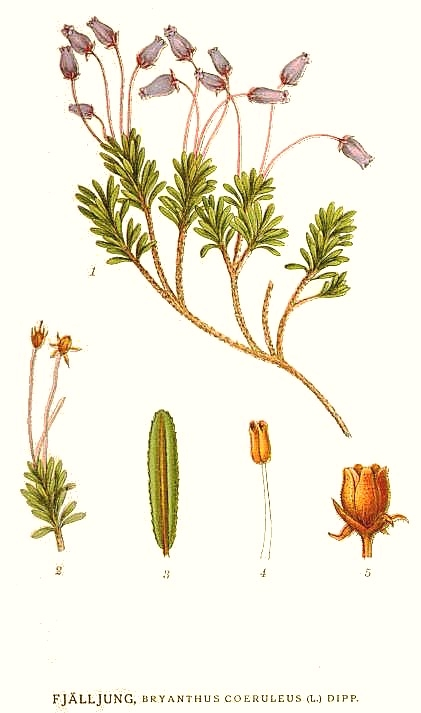
Ilustración

Phyllodoce caerulea es una especie perennifolia de arbusto enano que crece hasta unos 15 cm de alto, y lleva grupos de 2 - 6 flores púrpuras. Es nativa de las regiones boreales de todo el hemisferio norte, pero con grandes lagunas en su distribución.

## Descripción
Phyllodoce caerulea es un arbusto bajo, por lo general que alcanza un tamaño de 5.15 centímetros de altura, y llegar excepcionalmente a 25 cm.  Sus hojas perennes son de 4-10 mm de largo y 1.7 a 3.6 mm de ancho y nacen de un pecíolo de 1 milímetro ; están dispuestas alternativamente. Las flores nacen en racimos de 2-6, cada flor es de 8-12 mm  de largo, con una corola compuesta por cinco fusionados pétalos que comienzan de color púrpura, pero se desvanecen a un rosa azulado. 

## Taxonomía
Phyllodoce caerulea fue descrita por (L.) Bab.  y publicado en Manual of British Botany 194. 1843.
Etimología
Phyllodoce: nombre genérico que deriva del griego y significa "ninfa del mar"; posiblemente "con hojas similares" por su parecido a Erica,
caerulea: epíteto latíno que significa "de color oscuro".
Sinonimia
- Andromeda caerulea L.
- Andromeda daboecia Pall.
- Andromeda taxifolia (Salisb.) Pall.
- Bryanthus caeruleus (L.) Dippel
- Bryanthus taxifolius (Salisb.) A.Gray
- Erica arctica Waitz
- Erica coerulea Willd.
- Erica daboecia Georgi
- Menziesia taxifolia (Salisb.) G.T.Robbins ex Alph.Wood
- Phyllodoce taxifolia Salisb.[3][4]